# Honungsblek spindling
Honungsblek spindling (Cortinarius triformis) är en svampart som beskrevs av Fr. 1838. Cortinarius triformis ingår i släktet Cortinarius och familjen spindlingar.  Arten är reproducerande i Sverige. Inga underarter finns listade i Catalogue of Life.
I den svenska databasen Dyntaxa används istället namnet Cortinarius melleopallens för samma taxon.  Arten är reproducerande i Sverige.